# Solørbanan
Solørbanan (norska: Solørbanen) är en järnvägssträcka i Norge, mellan Kongsvinger och Elverum, längs älven Glomma. Banan var klar i sin hela sträckning 4 december 1910 (Kongsvinger–Flisa öppnades 1893). Det bedrevs persontrafik på banan till början av 1990-talet. Nu går det bara några enstaka godståg (mest timmer).
Tåg mellan Oslo och Trondheim har gått på Solørbanan. Dagtåg gick här under perioderna 1943–1946 och 1986–1989. Under åren 1986–1991 gick även nattåget här.
Banan är 94 kilometer lång och i likhet med några andra järnvägar i Norge oelektrifierad.
Viktiga stationer på banan var Kirkenær, Flisa och Braskereidfoss.